# 紀伊清水駅
紀伊清水駅（きいしみずえき）は、和歌山県橋本市清水にある南海電気鉄道高野線の駅。標高87 m（橋本駅との高低差は-5 m）。駅番号はNK78。

## 歴史
- 1925年（大正14年） 
  - 3月15日：南海鉄道の妻信号所（現存せず） - 学文路間に、清水駅として新設[1]。
  - 3月27日：紀伊清水駅に改称[2]。
- 1944年（昭和19年）6月1日：会社合併により近畿日本鉄道の駅となる。
- 1947年（昭和22年）6月1日：路線譲渡により南海電気鉄道の駅となる。
- 2009年（平成21年）2月6日：学文路駅、九度山駅、高野下駅、下古沢駅、上古沢駅、紀伊細川駅、紀伊神谷駅、極楽橋駅、高野山駅、紀ノ川橋梁、丹生川橋梁、鋼索線とともに近代化産業遺産（高野山参詣関連遺産）に指定される[3][4]。
- 2010年（平成22年）4月1日：駅係員無配置化。
- 2012年（平成24年）4月1日：駅ナンバリングが導入され、使用を開始[5][6]。
- 2021年（令和3年）2月22日：駅構内に紀州へら竿の工房が開業[7][8][9][10]。駅構内の清掃など一部業務を委託[11][8][10]。

## 駅構造
相対式ホーム2面2線を有する地上駅。ホーム有効長は2扉車4両。駅舎は難波方面ホームの高野山駅寄りにあり、反対側の高野山方面ホームへは構内踏切で連絡している。
当初はこの駅付近に車両基地を設置する計画だったが、都合により取りやめになり、御幸辻駅 - 橋本駅間の小原田信号所に小原田検車区が設置された。
2021年に駅舎西側の仮眠室を改修して紀州へら竿の製作工房が設置された。

### のりば
| のりば | 路線   | 方向 | 行先       |
| ------ | ------ | ---- | ---------- |
| 1      | 高野線 | 下り | 高野山方面 |
| 2      | 高野線 | 上り | なんば方面 |

※実際には構内に上記ののりば番号表記はないが、公式サイトおよびスマートフォン向けアプリ「南海アプリ」では、下りが1番のりば、上りが2番のりばとされている。駅舎側が2番のりばである。

## 利用状況
2024年（令和6年）度の1日平均乗降人員は190人で、南海の駅（100駅）では92位である。
各年度の1日平均乗降人員数は下表のとおり。
| 年度               | 1日平均 乗降人員 | 順位 | 出典                    |
| ------------------ | ---------------- | ---- | ----------------------- |
| 1985年（昭和60年） | 849              | -    | [ 県統計 1 ]            |
| 1990年（平成02年） | 979              | -    | [ 県統計 1 ]            |
| 1995年（平成07年） | 964              | -    | [ 県統計 1 ]            |
| 2000年（平成12年） | 658              | -    | [ 県統計 1 ]            |
| 2001年（平成13年） | 619              | -    | [ 県統計 1 ]            |
| 2002年（平成14年） | 608              | -    | [ 県統計 1 ]            |
| 2003年（平成15年） | 594              | -    | [ 県統計 1 ]            |
| 2004年（平成16年） | 550              | 84位 | [ 県統計 1 ]            |
| 2005年（平成17年） | 524              | -    | [ 県統計 1 ]            |
| 2006年（平成18年） | 510              | -    | [ 県統計 1 ]            |
| 2007年（平成19年） | 485              | -    | [ 県統計 1 ]            |
| 2008年（平成20年） | 463              | -    | [ 県統計 1 ]            |
| 2009年（平成21年） | 436              | -    | [ 県統計 1 ]            |
| 2010年（平成22年） | 425              | -    | [ 県統計 1 ]            |
| 2011年（平成23年） | 405              | 87位 | [ 県統計 1 ]            |
| 2012年（平成24年） | 387              | 88位 | [ 県統計 1 ]            |
| 2013年（平成25年） | 401              | 88位 | [ 県統計 1 ]            |
| 2014年（平成26年） | 372              | 88位 | [ 県統計 1 ]            |
| 2015年（平成27年） | 340              | 88位 | [ 県統計 1 ]            |
| 2016年（平成28年） | 331              | 88位 | [ 県統計 1 ]            |
| 2017年（平成29年） | 289              | 88位 | [ 県統計 1 ]            |
| 2018年（平成30年） | 271              | 88位 | [ 南海 2 ] [ 県統計 1 ] |
| 2019年（令和元年） | 251              | 89位 | [ 南海 2 ] [ 県統計 1 ] |
| 2020年（令和02年） | 173              | 90位 | [ 南海 2 ]              |
| 2021年（令和03年） | 159              | 90位 | [ 南海 3 ]              |
| 2022年（令和04年） | 171              | 89位 | [ 南海 4 ]              |
| 2023年（令和05年） | 186              | 90位 | [ 南海 4 ]              |
| 2024年（令和06年） | 190              | 92位 | [ 南海 1 ]              |

## 駅周辺
駅周辺は閑静な集落となっており、駅前には若干ながら店舗あり。駅北側の「清水の街並み」は宿場町の面影を残している。駅から東へ行くと橋本市立清水小学校や定福寺、三軒茶屋の大常夜燈籠がある。
駅の東を2016年10月に世界遺産に追加登録された高野参詣道の黒河道が通り、当駅から高野山奥之院まで歩いて行ける。この道は周辺の村々の産物を高野山に届ける「雑事のぼり」で使われたが、高野七口のなかでも最も起伏が激しく、健脚向けのルートである。さらに高野山を経由して熊野参詣道・小辺路を通じて熊野本宮大社や熊野那智大社まで「紀伊山地の霊場と参詣道」を縦断する長距離ルートの起(終)点でもある。
駅南西の西畑地区で特産ゴボウ「はたごんぼ」が地元有志の手で栽培され、プレミア和歌山にも指定されている。
かつては、当駅から紀の川にかけて貨物線が分岐しており、現在でも線路跡が残されている。

## バス路線
最寄停留所は、和歌山県道13号和歌山橋本線にある紀伊清水駅前となる。橋本市コミュニティバス（南海りんかんバスが受託）が乗り入れている。
- 西部線[15]
  - 高野口駅前

## 隣の駅
南海電気鉄道
 高野線
■観光列車「天空」
通過
■快速急行（高野山方面のみ運転）・■急行・■各停
橋本駅 (NK77) - 紀伊清水駅 (NK78) - 学文路駅 (NK79)

#### 本文中の出典
1. ↑  『地方鉄道駅設置、官報3772号（1925年3月23日）』 - 国立国会図書館デジタルコレクション
2. ↑  「地方鉄道駅名改称」『官報』1925年4月4日（国立国会図書館デジタル化資料）
3. ↑  「近代化産業遺産群 続33」を選定しました（2009年7月17日アーカイブ） - 国立国会図書館Web Archiving Project、2021年8月14日閲覧
4. ↑  都道府県別認定遺産リスト（2009年7月17日アーカイブ） - 国立国会図書館Web Archiving Project、2021年8月14日閲覧
5. ↑  “南海 駅ナンバリング 導入”. 鉄道コム (2012年2月27日). 2023年2月13日時点のオリジナルよりアーカイブ。2023年2月13日閲覧。
6. ↑  “南海電鉄全駅に「駅ナンバリング」を導入します”.   南海電鉄. 2021年10月28日時点のオリジナルよりアーカイブ。2023年2月13日閲覧。
7. ↑  『高野線・紀伊清水駅 紀州へら竿の製作工房「匠工房」オープン日が2021年2月22日（月）に決定しました!』（PDF）（プレスリリース）南海電気鉄道／橋本市／紀州製竿組合、2021年2月5日。オリジナルの2021年7月4日時点におけるアーカイブ。2021年7月4日閲覧。
8. 1 2 3  “NEWSSQUARE 「紀州へら竿」駅構内から発信”. 信濃毎日新聞 (信濃毎日新聞社):  p. 6（夕刊）. (2021年2月20日)
9. ↑  時事通信 (2021年2月19日). “和歌山の無人駅舎に伝統品工房”. 2021年8月14日時点のオリジナルよりアーカイブ。2021年8月14日閲覧。
10. 1 2  産経新聞社 (2021年2月10日). “紀州へら竿の製作体験　「匠工房」22日オープン　和歌山・南海紀伊清水駅”. 2021年8月14日閲覧。
11. 1 2  『紀伊清水駅の駅舎をリノベーションし、紀州へら竿の製作工房「匠工房」を開業します!』（PDF）（プレスリリース）南海電気鉄道／橋本市／紀州製竿組合、2021年1月8日。オリジナルの2021年1月28日時点におけるアーカイブ。2021年7月4日閲覧。
12. ↑  “紀伊清水駅 立体構内図”.   南海電気鉄道. 2023年6月11日閲覧。
13. ↑  “事業概要”.   南海りんかんバス. 2021年8月14日閲覧。
14. ↑  “（令和2年1月より）橋本市コミュニティバス・デマンドタクシー　ルート図” (PDF).   橋本市. 2021年8月14日閲覧。
15. 1 2  “（令和2年1月より）橋本市コミュニティバス時刻表” (PDF).   橋本市. 2021年8月14日閲覧。

#### 利用状況の出典
和歌山県公共交通機関等資料集
1. 1 2 3 4 5 6 7 8 9 10 11 12 13 14 15 16 17 18 19 20 21 22 23  “令和元年度和歌山県公共交通機関等資料集” (PDF).   和歌山県企画部地域振興局総合交通政策課. 2021年2月5日時点のオリジナルよりアーカイブ。2021年8月14日閲覧。

南海電気鉄道の1日平均利用客数
1. 1 2 3 4  南海電気鉄道株式会社 (2025年7月). “2025 HAND BOOK NANKAI”. p. 35. 2025年8月8日閲覧。
2. 1 2 3  南海電気鉄道株式会社 (2021年8月). “2021 HAND BOOK NANKAI” (pdf). p. 77. 2022年11月19日時点のオリジナルよりアーカイブ。2022年11月19日閲覧。
3. ↑  南海電気鉄道株式会社 (2022年8月). “2022 HAND BOOK NANKAI”. p. 77. 2022年10月14日時点のオリジナルよりアーカイブ。2022年11月19日閲覧。
4. 1 2  南海電気鉄道株式会社 (2024年7月). “2024 HAND BOOK NANKAI”. p. 57. 2024年9月7日閲覧。